# Hôtel Romé
L'hôtel Romé est un ancien hôtel particulier situé à Rouen, en France.

## Localisation
L'hôtel Romé se trouve dans le département français de la Seine-Maritime, sur la commune de Rouen; ses vestiges, transférés du 14, rue des Carmes (Rouen) après 1944, sont visibles depuis 1976 non loin du parvis de la cathédrale, par le passage Maurice-Lenfant.

## Historique
L'hôtel est construit vers 1525, date inscrite sur le 2e niveau (aujourd'hui disparu). On ne connaît pas le commanditaire d'origine. Il appartient au style de la Première Renaissance.
Nicolas de Romé, seigneur de Fresquienne et du Bec-Crespin, conseiller du roi et maître des requêtes, le vend en 1589 à l'administration royale qui y installe la Cour des Comptes en 1591.

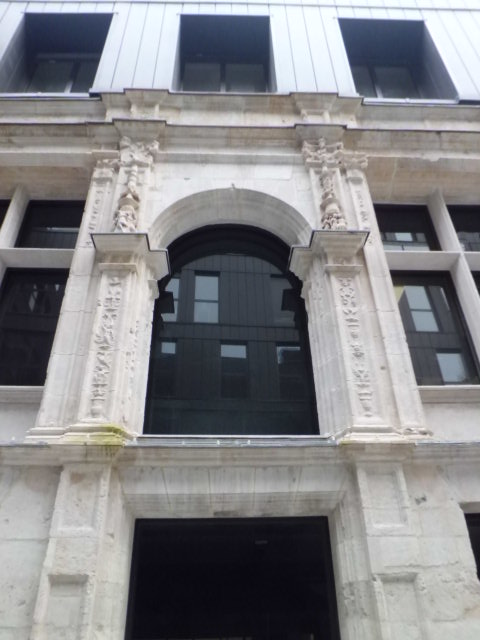
Ouverture centrale encadrée de pilastres à candélabres.

L'ancienne Cour des Comptes est classée au titre des monuments historiques en 1886.
Au cours du XIXe siècle, quelques transformations sont effectuées sur l'édifice. Par la suite, l'ensemble est restauré dans les années 1920 par les Mutuelles du Mans, installées à proximité immédiate.
L'hôtel Romé a été presque totalement détruit lors des bombardements alliés de 1944. Les vestiges d'une des façades sur cour ont été démontés puis remontés à l'intérieur de l'ancien palais des congrès, inauguré le 30 mai 1976. Lors de la démolition de ce dernier, les façades Renaissance ont été conservées in situ, restaurées et dégagées avec la création d'une cour extérieure au sein de l'espace "Claude Monet Cathédrale". Ces vestiges consistent en un rez-de-chaussée et un étage d'une des ailes de l'édifice, le second étage ayant complètement disparu.

Sa loggia avait d'abord été transformée en chapelle, puis en un passage reliant la rue des Carmes et la rue Saint-Romain. Elle était couverte de voûtes particulières, avant d'être partiellement détruite en 1944, puis entièrement dans les années 1970 lors de la construction du palais des congrès. 

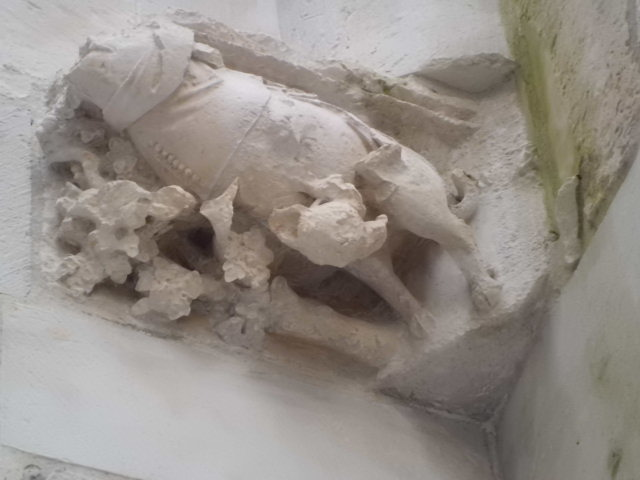
Détail d'une culée de l'ancienne chapelle : le cochon qui a mal aux dents.

Il ne reste que deux culées de retombée des voûtes, décorées.